# Communauté de communes de Bulgnéville entre Xaintois et Bassigny
La communauté de communes de Bulgnéville entre Xaintois et Bassigny est une ancienne communauté de communes française, située dans le département des Vosges et la région Grand Est.

## Histoire
Le 3 mai 1990, plusieurs communes se regroupent au sein de l'Association des Pays de Bulgnéville, première étape d'un projet d'intercommunalité.
Le 9 novembre 1992, l'association devient la « Communauté de communes de Bulgnéville entre Xaintois et Bassigny » (CCXB). La structure comporte alors 26 communes.
Le 1er janvier 2010, les 5 communes de Viviers-lès-Offroicourt, Estrennes, Rozerotte, Rancourt et Valfroicourt rejoignent la CCBXB, portant celle-ci à 31 communes.
Par arrêté du 14 septembre 2012, le périmètre de la communauté est étendu aux communes de Bazoilles-et-Ménil, Domèvre-sous-Montfort, Gemmelaincourt et Saint-Ouen-lès-Parey. La commune de Norroy quitte la CCBXB pour la Communauté de communes de Vittel-Contrexéville.
En avril 2014, Christian Franqueville, maire de Bulgnéville et Président-fondateur de la Communauté de communes est remplacé à la présidence de la CCBXB par Christian Prévot, maire de Houécourt.
La CCXB fusionne avec la communauté de communes de Vittel-Contrexéville pour former la communauté de communes Terre d'Eau au 1er janvier 2017.

## Composition
Lors de sa "fusion-absorption", la CCXB était composée de 34 communes :
| Nom                          | Code Insee | Gentilé           | Superficie (km2) | Population (dernière pop. légale) | Densité (hab./km2) |
| ---------------------------- | ---------- | ----------------- | ---------------- | --------------------------------- | ------------------ |
| Bulgnéville (siège)          | 88079      | Bulgnévillois     | 13,33            | 1 505 (2014)                      | 113                |
| Aingeville                   | 88003      | Aingevillois      | 5,77             | 68 (2014)                         | 12                 |
| Aulnois                      | 88017      | Aulnoisiens       | 4,44             | 156 (2014)                        | 35                 |
| Auzainvilliers               | 88022      | Auzainvillarais   | 8,25             | 216 (2014)                        | 26                 |
| Bazoilles-et-Ménil           | 88043      | Bazoillais        | 5,77             | 123 (2014)                        | 21                 |
| Beaufremont                  | 88045      | Beaufremontais    | 9,02             | 91 (2014)                         | 10                 |
| Belmont-sur-Vair             | 88051      | Belmontois        | 6,17             | 109 (2014)                        | 18                 |
| Dombrot-sur-Vair             | 88141      | Dombrotiens       | 9,04             | 256 (2014)                        | 28                 |
| Domèvre-sous-Montfort        | 88144      |                   | 3,28             | 58 (2014)                         | 18                 |
| Domjulien                    | 88146      |                   | 11,94            | 187 (2014)                        | 16                 |
| Estrennes                    | 88164      | Estrennois        | 5,99             | 92 (2014)                         | 15                 |
| Gemmelaincourt               | 88194      |                   | 7,42             | 159 (2014)                        | 21                 |
| Gendreville                  | 88195      |                   | 8,08             | 108 (2014)                        | 13                 |
| Hagnéville-et-Roncourt       | 88227      |                   | 8,55             | 88 (2014)                         | 10                 |
| Houécourt                    | 88241      | Warhericurtiens   | 9,91             | 433 (2014)                        | 44                 |
| Malaincourt                  | 88283      |                   | 6,05             | 94 (2014)                         | 16                 |
| Médonville                   | 88296      | Médonvillois      | 7,27             | 79 (2014)                         | 11                 |
| Morville                     | 88316      | Morvillois        | 3,41             | 50 (2014)                         | 15                 |
| Offroicourt                  | 88335      | Offroicuriens     | 9,33             | 149 (2014)                        | 16                 |
| Parey-sous-Montfort          | 88343      | Parésiens         | 7,04             | 141 (2014)                        | 20                 |
| Rancourt                     | 88370      |                   | 5,57             | 59 (2014)                         | 11                 |
| Remoncourt                   | 88385      | Remoncourtois     | 14,52            | 610 (2014)                        | 42                 |
| Rozerotte                    | 88403      | Rozérois          | 6,46             | 196 (2014)                        | 30                 |
| Saint-Ouen-lès-Parey         | 88430      | Odéens            | 21,09            | 482 (2014)                        | 23                 |
| Saint-Remimont               | 88434      | Saint-Remimontois | 4,60             | 240 (2014)                        | 52                 |
| Sandaucourt                  | 88440      | Sandaucurtiens    | 10,78            | 182 (2014)                        | 17                 |
| Saulxures-lès-Bulgnéville    | 88446      | Saulxurons        | 9,54             | 257 (2014)                        | 27                 |
| Sauville                     | 88448      | Sauvillois        | 14,38            | 189 (2014)                        | 13                 |
| Urville                      | 88482      |                   | 4,02             | 61 (2014)                         | 15                 |
| La Vacheresse-et-la-Rouillie | 88485      |                   | 9,36             | 136 (2014)                        | 15                 |
| Valfroicourt                 | 88488      | Valféricurtiens   | 13,80            | 246 (2014)                        | 18                 |
| Vaudoncourt                  | 88496      | Valdoncurtiens    | 5,67             | 165 (2014)                        | 29                 |
| Viviers-lès-Offroicourt      | 88518      |                   | 4,52             | 28 (2014)                         | 6,2                |
| Vrécourt                     | 88524      | Vrécourciens      | 12,46            | 370 (2014)                        | 30                 |

## Administration
Le Conseil communautaire est composé de 56 délégués, dont 5 vice-présidents.
| Période                                  | Période          | Identité               | Étiquette | Qualité                            |
| ---------------------------------------- | ---------------- | ---------------------- | --------- | ---------------------------------- |
| Les données manquantes sont à compléter. |                  |                        |           |                                    |
| 1992                                     | 17 avril 2014    | Christian Franqueville | PS        | Maire de Bulgnéville (depuis 1983) |
| 17 avril 2014                            | 31 décembre 2016 | Christian Prévot       | PS        | Maire de Houécourt (depuis 1989)   |